# نصر الله بطرس صفير
نصر الله بطرس صفير أو رسميًا صاحب الغبطة والنيافة البطريرك الكاردينال نصر الله بطرس صفير الكلي الطوبى (15 مايو 1920 - 12 مايو 2019)، البطريرك الماروني السادس والسبعون انتخب في 19 أبريل 1986 خلفًا لأنطون بطرس خريش وقاد الكنيسة المارونية خمسًا وعشرين عامًا حتى استقالته بداعي التقدم بالسن، ليكون بذلك ثاني بطريرك يقدّم استقالته وقد خلفه منذ 25 مارس 2011 بشارة بطرس الراعي.
درس صفير اللاهوت والفلسفة في لبنان. في 7 أيّار 1950، سيم كاهناً، وعيّن خادما لرعيّة ريفون وأمين سرّ أبرشيّة دمشق (صربا اليوم) حتى 1956، حين عينه البطريرك المعوشي أمين سر البطريركية. رُفيّ للدرجة الأسقفية وعين نائباً بطريركياً عاماً في 16 تموز 1961. وكان عضوًا في اللجنة الأسقفية عام 1974 التي سيّرت شؤون البطريركية بسبب مرض البطريرك المعوشي. وعندما انتخب بطريركًا عام 1986 كانت الحرب الأهلية اللبنانية في أشدّها خصوصًا إثر حرب الجبل. لعب البطريرك صفير دورًا بارزًا في السياسة اللبنانية، فهو أولاً غطى اتفاق الطائف مانحًا إياه الشرعيّة المسيحية عام 1989، وبالتالي ساهم البطريرك مع الرعاية الدولية المتمثلة بالولايات المتحدة والفاتيكان والرعاية العربية المتمثلة باللجنة الثلاثية التي كانت تضم السعودية والمغرب والجزائر بإنهاء الحرب؛ ثم في عام 2000 رعى مصالحة الجبل مع وليد جنبلاط لإنهاء مفاعيل تهجير الجبل. كما أطلق في سبتمبر 2000 النداء الأول للمطارنة الموارنة الذين دعوا به لخروج القوات السوريّة من لبنان وهو ما تحقق في أبريل 2005 ما دفع عددًا من الباحثين لاعتباره «عرّاب ثورة الأرز». مواقف البطريرك السياسيّة المنسجمة مع بعض طروحات حركة 14 آذار أدت إلى توتر العلاقات مع بعض الأقطاب المارونية الأخرى في لبنان كتيار المردة والتيار الوطني الحر فيما أسموه «انحياز بكركي».
على الصعيد الكنسي إنجازات البطريرك عديدة أيضًا، فهو استحدث عددًا من الأبرشيات للاغتراب الماروني وأعاد تنظيم أبرشيات النطاق الأنطاكي، كما صدرت في حبريته نسخ جديدة لأغلب الرتب الطقسية المارونية، ومأسس الكنيسة من خلال استحداث عدد من المنظمات والجمعيات التي تعنى بالناحية الاجتماعية، كذلك فقد انعقد في حبريته «المجمع البطريركي الماروني» الذي ختم أعماله عام 2006 وضمت توصياته أسس عمل الكنيسة في المستقبل؛ وأعلن خلال حبريته قداسة رفقا الريّس ونعمة الله الحرديني وتطويب يعقوب الكبوشي واسطفان نعمة.
على صعيد العلاقات الخارجية، كان للبطريرك علاقة مميزة مع المملكة الأردنية الهاشمية ودولة قطر وجمهورية مصر العربية على وجه الخصوص، وكان له علاقات مميزة أيضًا مع الولايات المتحدة وفرنسا، أما بالنسبة إلى سوريا فقد كانت مواقف البطريرك من دورها في لبنان تؤثر سلبًا على العلاقة معها، وقد تمنّع عن زيارتها عدة مرّات مبررًا ذلك بالوضع الداخلي وبانعكاسات الزيارة على المعارضين للنفوذ السوري القائم آنذاك في لبنان.
بعد استقالته، ظلّ البطريرك مقيمًا في بكركي وعضوًا في مجمع أساقفة الكنيسة المارونية، متنحياً بالتالي عن رئاسة مجلس البطاركة والأساقفة الكاثوليك في لبنان، وكذلك كاردينالاً للكنيسة الجامعة وهو اللقب الذي منحه إياه يوحنا بولس الثاني عام 1994.

## دراسته
أتم دروسه الابتدائية والتكميلية في مدرسة مار عبدا - هرهريا في عرمون بقضاء كسروان بالفترة ما بين 1933 إلى 1939، ثم دروسه الثانوية في المدرسة الإكليريكية البطريركية المارونية في غزير بكسروان وذلك من 1937 إلى 1939، وفي المعهد الاكليريكي الشرقي التابع للجامعة اليسوعية بالفترة من عام 1940 إلى 1943، وتابع دروسه الفلسفية واللاهوتية بالفترة من 1944 إلى 1950.

## سيرته المهنية
- في 7 مايو 1950 رقي إلى درجة الكهنوت، وعين خادمًا لرعية ريفون وأمين سر أبرشية دمشق (أبرشية صربا اليوم) وذلك بالفترة من 1950 إلى 1956.
- درس الأدب العربي وتاريخ الفلسفة العربية والترجمة في مدرسة الأخوة المريميين في جونيه وذلك بالفترة من 1951 إلى 1961.
- عين أمين سر البطريركية المارونية، وقام بأعمالها من عام 1956 إلى عام 1961.
- رقي إلى الدرجة الأسقفية وعين نائبًا بطريركيًا في 16 يوليو 1961. وفي الفترة ما بين 1974 إلى 1975 عين مدبرًا بطريركيًا هو والمطران أنطونيوس خريش رئيس أساقفة صيدا في ذلك الوقت. ومن عام 1975 عين رئيسًا للجنة التنفيذية لمجلس البطاركة والأساقفة الكاثوليك في لبنان وذلك لغايه عام 1986. كما إنه كان ممثلًا لرئيس مجلس البطاركة والأساقفة الكاثوليك في لبنان لدى كاريتاس لبنان بالفترة ما بين 1977 إلى 1986. كما كان مستشارًا للجنة الخاصة بإعادة النظر في الحق القانوني الشرقي بالفترة بين 1980 و1990. وكان أيضًا مرشدًا روحيًا لمنظمة فرسان مالطة ذات السيادة بالفترة بين عام 1980 إلى عام 1986.
- في 19 أبريل 1986 انتخبه مجلس المطارنة الموارنة بطريركًا ونصب على كرسي أنطاكية وسائر المشرق في 27 أبريل 1986. وشارك في 3 مجامع عامة لسينودس الأساقفة بالفترة ما بين عام 1986 وعام 1994. كما إنه عضو مؤسس لمجلس بطاركة الشرق الكاثوليك منذ 1991.
- في 26 نوفمبر 1994 رقي إلى رتبة كاردينال. وشغل أيضًا منصب عضو في المجلس الحبري لتفسير النصوص التشريعية منذ 1994، وعضوًا في المجلس الحبري لرعوية الخدمات الصحية منذ 1994.

### مؤلفاته
- من ينابيع الإنجيل: صدر في اليوبيل الفضي للسيامة الكهنوتية للمطران نصر الله صفير في 7 مايو 1975، وهو مختارات للعظات التي ألقاها في هذه أو تلك من كنائس الساحل والجبل وعلى مسامع مؤمنين لم يطلقوا الطفولة الروحية التي لا سبيل بدونها إلى دخول ملكوت السماوات، وتتميز هذه العظات بأناقة أدبية وعمق روحي قائم على بساطة الرسالة الإنجيلية.
- وغابت وجوه (1961-1983) الجزء الأول: وهو كناية عن رقم بطريركية وعظات رثاء لوجوه غابت على مدى ربع قرن وقد شغل بعض أصحابها مناصب رفيعة، وعاش بعضهم الآخر مغمورًا، وقد أصبحوا جميعًا في حضرة الله الذي قادت خطاهم إليه الكنيسة المقدسة، ورافقتهم في الحياة بالإرشاد، وفي الممات وبعده بالصلاة وهم يرقدون الآن رقدتهم الأخيرة على رجاء القيامة المجيدة، في تربة لينة حانية هي تربة لبنان ساحلًا وجبلًا.
- وغابت وجوه (1956-1974) الجزء الثاني: يضم عظات رثاء تنضح بالعمق الروحي وصناعة أدبية رفيعة لوجوه برز معظمها على الساحة السياسية أو الوطنية أو الاجتماعية أو الكنسية اللبنانية. ومن شأن هذه العظات أن تعطي صورة واضحة عن الشخصيات المرثية وعن مآثرها في الحقلين العام والخاص.
- عظة الأحد، خواطر روحية ومواقف وطنية: يجمع العظات التي يلقيها كل أحد في الصرحين البطريركيين في بكركي والديمان والتي تضم قسمًا روحيًا يعلن فيه السيد البطريرك تعاليمه الكنسية وقسمًا يتناول موقف الكنيسة الوطني من القضايا السياسية والوطنية والاجتماعية المطروحة على بساط البحث.

### الكتب التي قام بترجمتها
- يسوع حياة النفس، 1966، عن الفرنسية.
- دستور رسولي في عقيدة الغفرانات وقواعد اكتساب الغفرانات، 1967، عن اللاتينية.
- إرشاد راعوي بشأن وسائل الإعلام، 1971، عن الفرنسية.
- توجيهات بشأن العلاقات المتبادلة بين الأساقفة والرهبان في الكنيسة، 1978، عن الفرنسية.

## في السياسة
لعب خلال توليه سدة البطريركية المارونية عدة أدوار سياسية، وكان من المساهمين في التأثير على مسارها في محطات مفصلية عدة كان أبرزها:
- اتفاق الطائف، وقد لعب دور أساسي في ولادته وتغطيته مسيحيًا.[5]
- المصالحة المارونية / الدرزية في الجبل والتي كرسها بزيارته التاريخية بعام 2001.[5]
- أسس لقاء قرنة شهوان، الذي ضم قيادات وطنية مسيحية طالبت بالخروج السوري من لبنان.[6]
- إطلاق شرارة ثورة الأرز في النداء الأول في مجلس المطارنة الموارنة عام 2000، والتي أدت إلى اندلاع الثورة في 14 مارس 2005[5]، وقد أدى انسجام مواقفه مع بعض طروحات تحالف 14 آذار إلى حصول مقاطعة من القوى المسيحية الأخرى لبكركي وذلك لما اعتبروه انحيازًا منه ضدهم.[5]
- اتخاذ موقف واضح وحاد من مسألة سلاح حزب الله.[5] كما إنه قال في يناير من عام 2009 في مقابلة مع قناة الجزيرة الفضائية إن المفاوضات مع إسرائيل ستؤدي لخروج إسرائيل من مزارع شبعا وعودة الأمور للوضع الطبيعي. وقال أيضًا أن اتفاقية سايكس بيكو أدت في النهاية لاستقلال لبنان عن تركيا.[7]

## الاعتداء عليه
تم الاعتداء عليه سنة 1989 من قبل بعض المتظاهرين الموارنة الموالين لميشيل عون والرافضين لتسمية رينيه معوض رئيساً للبلاد، فطلب أحد المتظاهرين من السيد البطريرك ان يقبل صورة العماد عون المرفوعة فوق رأسه وتبعه كثيرون يقولون:«بوس الصورة، بوس الصورة». فرفض البطريرك ذلك.كان المشهد هيستيريًا وتراجيديًا إلى حد دفع بالمطران بشارة الراعي إلى ترك جانب البطريرك والتوجه إلى كنيسة الصرح البطريركي لأنه لم يعد بإمكانه احتمال المنظر.

## وفاته
توفي البطريرك صفير فجر يوم الأحد 12 مايو 2019 في مستشفى أوتيل ديو الواقعة بِمنطقة الأشرفية ببيروت، بعد أن أُدخل إليها قبل 14 يومًا من التاريخ المذكور بعد تدهور وضعه الصحي. وأعلنت إدارة المستشفى سالفة الذكر أن وفاة البطريرك كانت نتيجة حالة صدمية ناتجة عن التهابات حادَّة في الرئة.

### هوامش
- ملاحظة: النشيدان حسب الطقس الماروني، ينسبان لجميع البطاركة الموارنة.

### بالعربية
1. ↑  "السيرة الذاتية للبطريرك صفير... مواقف وطنية وانجازات كنسية". المؤسسة اللبنانية للإرسال إنترناسيونال. 12 مايو 2019. اطلع عليه بتاريخ 2019-05-12.
2. 1 2 3  "Mort du cardinal Sfeir, patriarche émérite de l'Église maronite". Vatican News (بالفرنسية). 12 mai 2019. {{استشهاد ويب}}: تحقق من التاريخ في: |publication-date= (help)
3. ↑  "وداع تاريخي في بكركي… البطريرك صفير الى مثواه الأخير". جريدة النهار. 16 مايو 2019. اطلع عليه بتاريخ 2019-05-21.
4. 1 2  بابا روما يعلن قبول استقالة البطريرك صفير، جريدة الشرق الأوسط، دخل في 5 مارس 2011 نسخة محفوظة 12 أكتوبر 2020 على موقع واي باك مشين.
5. 1 2 3 4 5  «استقالة البطريرك صفير».. معطيات وملاحظات، جريدة الأنباء، دخل في 5 مارس 2011 نسخة محفوظة 16 مارس 2020 على موقع واي باك مشين.
6. ↑  ""16 عاماً بعد انطلاقة لقاء قرنة شهوان" لقاء ف| الكتائب". Kataeb.org. مؤرشف من الأصل في 2016-10-25. اطلع عليه بتاريخ 2019-05-13.
7. ↑  "مار نصر الله بطرس صفير.. الكنيسة والسياسة". www.aljazeera.net. مؤرشف من الأصل في 04/03/2011. {{استشهاد ويب}}: تحقق من التاريخ في: |تاريخ أرشيف= (مساعدة)
8. ↑  "الطريق الى الانتحار". مؤرشف من الأصل في 07/11/2016. {{استشهاد ويب}}: تحقق من التاريخ في: |تاريخ أرشيف= (مساعدة)
9. ↑  "الكنيسة المارونية في يتم ولبنان في حزن...البطريرك صفير في ذمة الله". LBCI Lebanon. مؤرشف من الأصل في 2019-05-17.

## وصلات خارجية
- الموقع الرسمي لبكركي
- السيرة الذاتية على يوتيوب

| ألقاب مسيحيَّة كاثوليكيَّة | ألقاب مسيحيَّة كاثوليكيَّة                           | ألقاب مسيحيَّة كاثوليكيَّة |
| ---------------------- | ------------------------------------------------ | ---------------------- |
| سبقه أنطون بطرس خريش   | بطريرك أنطاكية وسائر المشرق للموارنة 1986 - 2011 | تبعه بشارة بطرس الراعي |